# Thomas Peyroton-Dartet
Thomas Peyroton-Dartet (né le 9 juillet 1985 à Muret) est un paracycliste français.

## Biographie
Thomas Peyroton-Dartet commence la compétition à treize ans. Il est fils de policier.
En 2017, il est victime d’un grave accident avec un scooter alors qu’il participe au Tour de Tahiti. Atteint de multiples fractures au visage et d’un hématome au cerveau, il retourne en compétition sept mois plus tard. En 2021, il fait une nouvelle chute à l’entraînement en percutant une voiture arrêtée au milieu de la route. Handicapé par une ataxie cérébelleuse, il continue de pratiquer le cyclisme et des épreuves de paracyclisme.
Il est champion d’Europe de course en ligne en 2022 et vice-champion du monde 2023,. Il rejoint la police en 2010, dont il fait partie de l'équipe sportive. Il est qualifié pour les Jeux paralympiques de Paris 2024 sur les épreuves de route et de piste en catégorie C3,,, ;  il y remporte la médaille d'or en contre-la-montre en catégorie C3 et la médaille d'argent sur la course en ligne C1-3.

## Palmarès

### Jeux paralympiques
- Jeux paralympiques d'été de 2024 à Paris,  France
  -  Médaille d'or du contre-la-montre C3
  -  Médaille d'argent de la course en ligne C1-3

### Championnats du monde
- Championnats du monde sur route de 2023 à Glasgow,  Royaume-Uni
  -  Médaille d'argent de la course en ligne C3

### Championnats d'Europe
- Championnats d'Europe sur route de 2022 en Haute-Autriche,  Autriche
  -  Médaille d'or de la course en ligne C4
- Championnats d'Europe sur route de 2023 à Rotterdam,  Pays-Bas
  -  Médaille d'or de la course en ligne C3
  -  Médaille de bronze du contre-la-montre C3

### Championnats de France
- Championnats de France de 2021
  -  Médaille d'argent de la course en ligne
- Championnats de France de 2022
  -  Médaille d'argent de la course en ligne
  -  Médaille d'argent du contre-la-montre

## Distinctions

### Décorations
Chevalier de la Légion d'honneur (décret du 23 septembre 2024)